# Interlands Oostenrijks voetbalelftal 1970-1979
Deze pagina toont een chronologisch en gedetailleerd overzicht van de interlands die het Oostenrijks voetbalelftal heeft gespeeld in de periode 1970 – 1979.

## Interlands

### 1970
|                                                                      |                   |       |                 |                                                                                |
| 8 april Vriendschappelijk № 363 «onderlinge duels» 18:00 uur (UTC+1) | Joegoslavië       | 1 – 1 | Oostenrijk      | Koševostadion, Sarajevo Toeschouwers: 6.985 Scheidsrechter: István Zsolt (HUN) |
| 8 april Vriendschappelijk № 363 «onderlinge duels» 18:00 uur (UTC+1) | Dušan Bajević 46' |       | 20' Helmut Redl | Koševostadion, Sarajevo Toeschouwers: 6.985 Scheidsrechter: István Zsolt (HUN) |

|                                                                      |                         |       |                                                       |                                                                               |
| 12 april Vriendschappelijk №364 «onderlinge duels» 15:00 uur (UTC+1) | Oostenrijk              | 1 – 3 | Tsjecho-Slowakije                                     | Praterstadion, Wenen Toeschouwers: 30.000 Scheidsrechter: Anton Bucheli (SUI) |
| 12 april Vriendschappelijk №364 «onderlinge duels» 15:00 uur (UTC+1) | Václav Migas 72' (e.d.) |       | 26' Milan Albrecht 27' Ivan Hrdlička 35' Jozef Adamec | Praterstadion, Wenen Toeschouwers: 30.000 Scheidsrechter: Anton Bucheli (SUI) |

|                                                                       |                   |       |            |                                                                                     |
| 29 april Vriendschappelijk № 365 «onderlinge duels» 21:30 uur (UTC−3) | Brazilië          | 1 – 0 | Oostenrijk | Maracanã, Rio de Janeiro Toeschouwers: 57.370 Scheidsrechter: Miguel Comesaña (ARG) |
| 29 april Vriendschappelijk № 365 «onderlinge duels» 21:30 uur (UTC−3) | Roberto Rivellino |       |            | Maracanã, Rio de Janeiro Toeschouwers: 57.370 Scheidsrechter: Miguel Comesaña (ARG) |

|                                                                           |            |                   |             |                                                                                      |
| 10 september Vriendschappelijk № 366 «onderlinge duels» 18:30 uur (UTC+1) | Oostenrijk | 0 – 1             | Joegoslavië | Liebenauerstadion, Graz Toeschouwers: 12.914 Scheidsrechter: Antonio Sbardella (ITA) |
| 10 september Vriendschappelijk № 366 «onderlinge duels» 18:30 uur (UTC+1) |            | 41' Dušan Bajević |             | Liebenauerstadion, Graz Toeschouwers: 12.914 Scheidsrechter: Antonio Sbardella (ITA) |

|                                                                           |                  |       |                 |                                                                              |
| 27 september Vriendschappelijk № 367 «onderlinge duels» 15:30 uur (UTC+1) | Hongarije        | 1 – 1 | Oostenrijk      | Népstadion, Boedapest Toeschouwers: 15.000 Scheidsrechter: Ratko Čanak (YUG) |
| 27 september Vriendschappelijk № 367 «onderlinge duels» 15:30 uur (UTC+1) | Csaba Vidáts 13' |       | 29' Helmut Redl | Népstadion, Boedapest Toeschouwers: 15.000 Scheidsrechter: Ratko Čanak (YUG) |

|                                                                        |                   |       |           |                                                                                   |
| 7 oktober Vriendschappelijk № 368 «onderlinge duels» 15:00 uur (UTC+1) | Oostenrijk        | 1 – 0 | Frankrijk | Praterstadion, Wenen Toeschouwers: 25.000 Scheidsrechter: Ferdinand Biwersi (FRG) |
| 7 oktober Vriendschappelijk № 368 «onderlinge duels» 15:00 uur (UTC+1) | Wilhelm Kreuz 49' |       |           | Praterstadion, Wenen Toeschouwers: 25.000 Scheidsrechter: Ferdinand Biwersi (FRG) |

|                                                                            |                   |       |                                               |                                                                                |
| 31 oktober EK 1972 kwalificatie № 369 «onderlinge duels» 15:00 uur (UTC+1) | Oostenrijk        | 1 – 2 | Italië                                        | Praterstadion, Wenen Toeschouwers: 54.953 Scheidsrechter: Lau van Ravens (NED) |
| 31 oktober EK 1972 kwalificatie № 369 «onderlinge duels» 15:00 uur (UTC+1) | Thomas Parits 29' |       | 27' Giancarlo De Sisti 34' Alessandro Mazzola | Praterstadion, Wenen Toeschouwers: 54.953 Scheidsrechter: Lau van Ravens (NED) |

### 1971
|                                                                      |            |                                 |           |                                                                             |
| 4 april Vriendschappelijk № 370 «onderlinge duels» 15:00 uur (UTC+1) | Oostenrijk | 0 – 2                           | Hongarije | Praterstadion, Wenen Toeschouwers: 33.284 Scheidsrechter: Pius Kamber (SUI) |
| 4 april Vriendschappelijk № 370 «onderlinge duels» 15:00 uur (UTC+1) |            | 70' Ferenc Bene 80' Ferenc Bene |           | Praterstadion, Wenen Toeschouwers: 33.284 Scheidsrechter: Pius Kamber (SUI) |

|                                                                        |                |       |            |                                                                                    |
| 26 mei EK 1972 kwalificatie № 371 «onderlinge duels» 19:00 uur (UTC+1) | Zweden         | 1 – 0 | Oostenrijk | Råsundastadion, Solna Toeschouwers: 5.416 Scheidsrechter: Stanisław Eksztajn (POL) |
| 26 mei EK 1972 kwalificatie № 371 «onderlinge duels» 19:00 uur (UTC+1) | Jan Olsson 62' |       |            | Råsundastadion, Solna Toeschouwers: 5.416 Scheidsrechter: Stanisław Eksztajn (POL) |

|                                                                        |                          |       |                                                                                     |                                                                               |
| 30 mei EK 1972 kwalificatie № 372 «onderlinge duels» 15:30 uur (UTC+1) | Ierland                  | 1 – 4 | Oostenrijk                                                                          | Dalymount Park, Dublin Toeschouwers: 14.674 Scheidsrechter: Henry Øberg (NOR) |
| 30 mei EK 1972 kwalificatie № 372 «onderlinge duels» 15:30 uur (UTC+1) | Eamonn Rogers 50' (pen.) |       | 4' (pen.) Hans Schmidradner 11' Karl Kodat 30' (e.d.) Jimmy Dunne 72' August Starek | Dalymount Park, Dublin Toeschouwers: 14.674 Scheidsrechter: Henry Øberg (NOR) |

|                                                                      |          |       |               |                                                                                      |
| 11 juli Vriendschappelijk № 373 «onderlinge duels» 16:00 uur (UTC−3) | Brazilië | 1 – 1 | Oostenrijk    | Estádio do Morumbi, São Paulo Toeschouwers: 99.902 Scheidsrechter: Jack Taylor (ENG) |
| 11 juli Vriendschappelijk № 373 «onderlinge duels» 16:00 uur (UTC−3) | Pelé     |       | 51' Kurt Jara | Estádio do Morumbi, São Paulo Toeschouwers: 99.902 Scheidsrechter: Jack Taylor (ENG) |

|                                                                             |                   |       |        |                                                                               |
| 4 september EK 1972 kwalificatie № 374 «onderlinge duels» 15:30 uur (UTC+1) | Oostenrijk        | 1 – 0 | Zweden | Praterstadion, Wenen Toeschouwers: 38.274 Scheidsrechter: Rudi Glöckner (DDR) |
| 4 september EK 1972 kwalificatie № 374 «onderlinge duels» 15:30 uur (UTC+1) | Josef Stering 23' |       |        | Praterstadion, Wenen Toeschouwers: 38.274 Scheidsrechter: Rudi Glöckner (DDR) |

|                                                                            | |       |         |                                                                            |
| 10 oktober EK 1972 kwalificatie № 375 «onderlinge duels» 14:45 uur (UTC+1) | Oostenrijk                                                                                                | 6 – 0 | Ierland | Linzerstadion, Linz Toeschouwers: 15.050 Scheidsrechter: Karl Göppel (SUI) |
| 10 oktober EK 1972 kwalificatie № 375 «onderlinge duels» 14:45 uur (UTC+1) | Kurt Jara 12' Hans Pirkner 41' (pen.) Thomas Parits 45' Thomas Parits 52' Kurt Jara 85' Thomas Parits 90' |       |         | Linzerstadion, Linz Toeschouwers: 15.050 Scheidsrechter: Karl Göppel (SUI) |

|                                                                             |                                   |       |                                      |                                                                                    |
| 20 november EK 1972 kwalificatie № 301 «onderlinge duels» 14:30 uur (UTC+1) | Italië                            | 2 – 2 | Oostenrijk                           | Olympisch Stadion, Rome Toeschouwers: 58.752 Scheidsrechter: Gyula Emsberger (HUN) |
| 20 november EK 1972 kwalificatie № 301 «onderlinge duels» 14:30 uur (UTC+1) | Pierino Prati 10' Robert Sara 59' |       | 36' Kurt Jara 75' Giancarlo De Sisti | Olympisch Stadion, Rome Toeschouwers: 58.752 Scheidsrechter: Gyula Emsberger (HUN) |

### 1972
|                                                                      |                                          |       |            |                                                                                    |
| 8 april Vriendschappelijk № 377 «onderlinge duels» 15:30 uur (UTC+1) | Tsjecho-Slowakije                        | 2 – 0 | Oostenrijk | Za Lužánkamistadion, Brno Toeschouwers: 30.000 Scheidsrechter: Heinz Einbeck (DDR) |
| 8 april Vriendschappelijk № 377 «onderlinge duels» 15:30 uur (UTC+1) | Ladislav Petráš 18' Vladimír Ternény 42' |       |            | Za Lužánkamistadion, Brno Toeschouwers: 30.000 Scheidsrechter: Heinz Einbeck (DDR) |

|                                                                          |                                                                                         |       |       |                                                                                  |
| 30 april WK 1974 kwalificatie № 378 «onderlinge duels» 15:00 uur (UTC+1) | Oostenrijk                                                                              | 4 – 0 | Malta | Praterstadion, Wenen Toeschouwers: 16.081 Scheidsrechter: Karlo Kruashvili (URS) |
| 30 april WK 1974 kwalificatie № 378 «onderlinge duels» 15:00 uur (UTC+1) | Josef Hickersberger 29' Josef Hickersberger 34' Josef Hickersberger 36' Norbert Hof 79' |       |       | Praterstadion, Wenen Toeschouwers: 16.081 Scheidsrechter: Karlo Kruashvili (URS) |

|                                                                         |                                  |       |        |                                                                               |
| 10 juni WK 1974 kwalificatie № 379 «onderlinge duels» 19:00 uur (UTC+1) | Oostenrijk                       | 2 – 0 | Zweden | Praterstadion, Wenen Toeschouwers: 40.578 Scheidsrechter: Anton Bucheli (SUI) |
| 10 juni WK 1974 kwalificatie № 379 «onderlinge duels» 19:00 uur (UTC+1) | Thomas Parits 65' Peter Pumm 83' |       |        | Praterstadion, Wenen Toeschouwers: 40.578 Scheidsrechter: Anton Bucheli (SUI) |

|                                                                          |                         |       |                         |                                                                                         |
| 3 september Vriendschappelijk № 220 «onderlinge duels» 16:00 uur (UTC+2) | Roemenië                | 1 – 1 | Oostenrijk              | Stadionul Central, Craiova Toeschouwers: 35.000 Scheidsrechter: Nikola Mladenović (YUG) |
| 3 september Vriendschappelijk № 220 «onderlinge duels» 16:00 uur (UTC+2) | Emerich Dembrovschi 43' |       | 42' Josef Hickersberger | Stadionul Central, Craiova Toeschouwers: 35.000 Scheidsrechter: Nikola Mladenović (YUG) |

|                                                                            |                                      |       |                                  |                                                                               |
| 15 oktober WK 1974 kwalificatie № 381 «onderlinge duels» 15:30 uur (UTC+1) | Oostenrijk                           | 2 – 2 | Hongarije                        | Praterstadion, Wenen Toeschouwers: 67.392 Scheidsrechter: Rudi Glöckner (DDR) |
| 15 oktober WK 1974 kwalificatie № 381 «onderlinge duels» 15:30 uur (UTC+1) | Franz Hasil 58' (pen.) Kurt Jara 71' |       | 16' Antal Dunai 20' Lajos Kocsis | Praterstadion, Wenen Toeschouwers: 67.392 Scheidsrechter: Rudi Glöckner (DDR) |

|                                                                             |       |                                                  |            |                                                                                      |
| 25 november WK 1974 kwalificatie № 382 «onderlinge duels» 14:30 uur (UTC+1) | Malta | 0 – 2                                            | Oostenrijk | Empire Stadion, Gżira Toeschouwers: 4.373 Scheidsrechter: Francesco Francescon (ITA) |
| 25 november WK 1974 kwalificatie № 382 «onderlinge duels» 14:30 uur (UTC+1) |       | 48' Helmut Köglberger 77' (e.d.) Charles Spiteri |            | Empire Stadion, Gżira Toeschouwers: 4.373 Scheidsrechter: Francesco Francescon (ITA) |

### 1973
|                                                                       |                       |       |           |                                                                                   |
| 28 maart Vriendschappelijk № 383 «onderlinge duels» 19:00 uur (UTC+1) | Oostenrijk            | 1 – 0 | Nederland | Praterstadion, Wenen Toeschouwers: 40.000 Scheidsrechter: Ferdinand Biwersi (FRG) |
| 28 maart Vriendschappelijk № 383 «onderlinge duels» 19:00 uur (UTC+1) | Helmut Köglberger 44' |       |           | Praterstadion, Wenen Toeschouwers: 40.000 Scheidsrechter: Ferdinand Biwersi (FRG) |

|                                                                          |                                |       |                                     |                                                                                    |
| 29 april WK 1974 kwalificatie № 384 «onderlinge duels» 17:00 uur (UTC+1) | Hongarije                      | 2 – 2 | Oostenrijk                          | Népstadion, Boedapest Toeschouwers: 72.068 Scheidsrechter: Michel Kitabdjian (FRA) |
| 29 april WK 1974 kwalificatie № 384 «onderlinge duels» 17:00 uur (UTC+1) | Sándor Zámbó 12' Kurt Jara 28' |       | 14' August Starek 69' László Bálint | Népstadion, Boedapest Toeschouwers: 72.068 Scheidsrechter: Michel Kitabdjian (FRA) |

|                                                                        |                                                       |       |                                 |                                                                          |
| 23 mei WK 1974 kwalificatie № 385 «onderlinge duels» 19:00 uur (UTC+1) | Zweden                                                | 3 – 2 | Oostenrijk                      | Ullevi, Göteborg Toeschouwers: 48.462 Scheidsrechter: Vital Loraux (BEL) |
| 23 mei WK 1974 kwalificatie № 385 «onderlinge duels» 19:00 uur (UTC+1) | Roland Sandberg 29' Ove Grahn 52' Roland Sandberg 76' |       | 50' Kurt Jara 88' August Starek | Ullevi, Göteborg Toeschouwers: 48.462 Scheidsrechter: Vital Loraux (BEL) |

|                                                                      |                  |       |           |                                                                              |
| 13 juni Vriendschappelijk № 386 «onderlinge duels» 19:00 uur (UTC+1) | Oostenrijk       | 1 – 1 | Brazilië  | Praterstadion, Wenen Toeschouwers: 42.000 Scheidsrechter: Michal Jursa (TCH) |
| 13 juni Vriendschappelijk № 386 «onderlinge duels» 19:00 uur (UTC+1) | Wilhelm Kreuz 5' |       | Jairzinho | Praterstadion, Wenen Toeschouwers: 42.000 Scheidsrechter: Michal Jursa (TCH) |

|                                                                           | |       |            |                                                                                   |
| 26 september Vriendschappelijk № 387 «onderlinge duels» 19:45 uur (UTC+1) | Engeland | 7 – 0 | Oostenrijk | Wembley Stadium, Londen Toeschouwers: 48.000 Scheidsrechter: Charles Corver (NED) |
| 26 september Vriendschappelijk № 387 «onderlinge duels» 19:45 uur (UTC+1) | Mick Channon 9' Allan Clarke 28' Allan Clarke 43' Mick Channon 47' Martin Chivers 61' Tony Currie 65' Colin Bell 89' |       |            | Wembley Stadium, Londen Toeschouwers: 48.000 Scheidsrechter: Charles Corver (NED) |

|                                                                         |                                                                      |       |            |                                                                                         |
| 10 oktober Vriendschappelijk № 388 «onderlinge duels» 19:30 uur (UTC+1) | West-Duitsland                                                       | 4 – 0 | Oostenrijk | Niedersachsenstadion, Hannover Toeschouwers: 50.000 Scheidsrechter: Fred Delcourt (BEL) |
| 10 oktober Vriendschappelijk № 388 «onderlinge duels» 19:30 uur (UTC+1) | Gerd Müller 29' Wolfgang Weber 45' Gerd Müller 50' Erwin Kremers 79' |       |            | Niedersachsenstadion, Hannover Toeschouwers: 50.000 Scheidsrechter: Fred Delcourt (BEL) |

|                                                                                      |                         |       |                                             |                                                                                     |
| 27 november WK 1974 kwalificatie Play-off № 389 «onderlinge duels» 20:00 uur (UTC+1) | Oostenrijk              | 1 – 2 | Zweden                                      | Parkstadion, Gelsenkirchen Toeschouwers: 69.974 Scheidsrechter: Rudi Glöckner (DDR) |
| 27 november WK 1974 kwalificatie Play-off № 389 «onderlinge duels» 20:00 uur (UTC+1) | Roland Hattenberger 39' |       | 9' Roland Sandberg 28' (pen.) Bosse Larsson | Parkstadion, Gelsenkirchen Toeschouwers: 69.974 Scheidsrechter: Rudi Glöckner (DDR) |

### 1974
|                                                                       |               |       |                 |                                                                           |
| 27 maart Vriendschappelijk № 390 «onderlinge duels» 20:30 uur (UTC+1) | Nederland     | 1 – 1 | Oostenrijk      | De Kuip, Rotterdam Toeschouwers: 28.308 Scheidsrechter: Karl Keller (SUI) |
| 27 maart Vriendschappelijk № 390 «onderlinge duels» 20:30 uur (UTC+1) | Ruud Krol 45' |       | 38' Hans Krankl | De Kuip, Rotterdam Toeschouwers: 28.308 Scheidsrechter: Karl Keller (SUI) |

|                                                                    |          |       |            |                                                                                         |
| 1 mei Vriendschappelijk № 391 «onderlinge duels» 16:30 uur (UTC−3) | Brazilië | 0 – 0 | Oostenrijk | Estádio do Morumbi, São Paulo Toeschouwers: 123.132 Scheidsrechter: Pat Partridge (ENG) |
| 1 mei Vriendschappelijk № 391 «onderlinge duels» 16:30 uur (UTC−3) |          |       |            | Estádio do Morumbi, São Paulo Toeschouwers: 123.132 Scheidsrechter: Pat Partridge (ENG) |

|                                                                     |            |       |        |                                                                                |
| 8 juni Vriendschappelijk № 392 «onderlinge duels» 16:30 uur (UTC+1) | Oostenrijk | 0 – 0 | Italië | Prater-Stadion, Wenen Toeschouwers: 47.702 Scheidsrechter: Fred Delcourt (BEL) |
| 8 juni Vriendschappelijk № 392 «onderlinge duels» 16:30 uur (UTC+1) |            |       |        | Prater-Stadion, Wenen Toeschouwers: 47.702 Scheidsrechter: Fred Delcourt (BEL) |

|                                                                             |                                   |       |                     |                                                                                |
| 4 september EK 1976 kwalificatie № 393 «onderlinge duels» 19:30 uur (UTC+1) | Oostenrijk                        | 2 – 1 | Wales               | Prater-Stadion, Wenen Toeschouwers: 30.795 Scheidsrechter: Doğan Babacan (TUR) |
| 4 september EK 1976 kwalificatie № 393 «onderlinge duels» 19:30 uur (UTC+1) | Wilhelm Kreuz 63' Hans Krankl 74' |       | 35' Arfon Griffiths | Prater-Stadion, Wenen Toeschouwers: 30.795 Scheidsrechter: Doğan Babacan (TUR) |

|                                                                           |                 |       |           |                                                                                     |
| 28 september Vriendschappelijk № 394 «onderlinge duels» 15:30 uur (UTC+1) | Oostenrijk      | 1 – 0 | Hongarije | Praterstadion, Wenen Toeschouwers: 36.000 Scheidsrechter: Walter Hungerbühler (SUI) |
| 28 september Vriendschappelijk № 394 «onderlinge duels» 15:30 uur (UTC+1) | Hans Krankl 16' |       |           | Praterstadion, Wenen Toeschouwers: 36.000 Scheidsrechter: Walter Hungerbühler (SUI) |

|                                                                          |         |                  |            |                                                                                          |
| 13 november Vriendschappelijk № 395 «onderlinge duels» 14:30 uur (UTC+2) | Turkije | 0 – 1            | Oostenrijk | BJK Inönüstadion, Istanbul Toeschouwers: 30.978 Scheidsrechter: Nicolae Petriceanu (ROU) |
| 13 november Vriendschappelijk № 395 «onderlinge duels» 14:30 uur (UTC+2) |         | 4' Josef Stering |            | BJK Inönüstadion, Istanbul Toeschouwers: 30.978 Scheidsrechter: Nicolae Petriceanu (ROU) |

### 1975
|                                                                          |                |       |                                       |                                                                                        |
| 16 maart EK 1976 kwalificatie № 396 «onderlinge duels» 15:30 uur (UTC+1) | Luxemburg      | 1 – 2 | Oostenrijk                            | Stade Municipal, Luxemburg Toeschouwers: 5.340 Scheidsrechter: Leo van der Kroft (NED) |
| 16 maart EK 1976 kwalificatie № 396 «onderlinge duels» 15:30 uur (UTC+1) | Nico Braun 12' |       | 58' Helmut Köglberger 75' Hans Krankl | Stade Municipal, Luxemburg Toeschouwers: 5.340 Scheidsrechter: Leo van der Kroft (NED) |

|                                                                         |            |       |           |                                                                             |
| 2 april EK 1976 kwalificatie № 397 «onderlinge duels» 19:30 uur (UTC+1) | Oostenrijk | 0 – 0 | Hongarije | Praterstadion, Wenen Toeschouwers: 65.674 Scheidsrechter: Jack Taylor (ENG) |
| 2 april EK 1976 kwalificatie № 397 «onderlinge duels» 19:30 uur (UTC+1) |            |       |           | Praterstadion, Wenen Toeschouwers: 65.674 Scheidsrechter: Jack Taylor (ENG) |

|                                                                     |            |       |                   |                                                                               |
| 7 juni Vriendschappelijk № 398 «onderlinge duels» 16:30 uur (UTC+1) | Oostenrijk | 0 – 0 | Tsjecho-Slowakije | Prater-Stadion, Wenen Toeschouwers: 26.000 Scheidsrechter: Rudi Frickel (FRG) |
| 7 juni Vriendschappelijk № 398 «onderlinge duels» 16:30 uur (UTC+1) |            |       |                   | Prater-Stadion, Wenen Toeschouwers: 26.000 Scheidsrechter: Rudi Frickel (FRG) |

|                                                                          |            |                               |                |                                                                                 |
| 3 september Vriendschappelijk № 399 «onderlinge duels» 19:00 uur (UTC+1) | Oostenrijk | 0 – 2                         | West-Duitsland | Prater-Stadion, Wenen Toeschouwers: 72.131 Scheidsrechter: Károly Palotai (HUN) |
| 3 september Vriendschappelijk № 399 «onderlinge duels» 19:00 uur (UTC+1) |            | 50' Erich Beer 79' Erich Beer |                | Prater-Stadion, Wenen Toeschouwers: 72.131 Scheidsrechter: Károly Palotai (HUN) |

|                                                                              |                                     |       |                        |                                                                                |
| 24 september EK 1976 kwalificatie № 400 «onderlinge duels» 17:15 uur (UTC+1) | Hongarije                           | 2 – 1 | Oostenrijk             | Népstadion, Boedapest Toeschouwers: 31.270 Scheidsrechter: René Vigliani (FRA) |
| 24 september EK 1976 kwalificatie № 400 «onderlinge duels» 17:15 uur (UTC+1) | Tibor Nyilasi 3' László Pusztai 35' |       | 16' (pen.) Hans Krankl | Népstadion, Boedapest Toeschouwers: 31.270 Scheidsrechter: René Vigliani (FRA) |

|                                                                            |                                                                                                 |       |                                |                                                                                |
| 15 oktober EK 1976 kwalificatie № 401 «onderlinge duels» 19:00 uur (UTC+1) | Oostenrijk                                                                                      | 6 – 2 | Luxemburg                      | Praterstadion, Wenen Toeschouwers: 14.499 Scheidsrechter: Miroslav Kopal (TCH) |
| 15 oktober EK 1976 kwalificatie № 401 «onderlinge duels» 19:00 uur (UTC+1) | Kurt Welzl 1' Hans Krankl 38' Kurt Jara 41' Kurt Welzl 46' Hans Krankl 76' Herbert Prohaska 80' |       | 4' Nico Braun 32' Paul Philipp | Praterstadion, Wenen Toeschouwers: 14.499 Scheidsrechter: Miroslav Kopal (TCH) |

|                                                                           |                     |       |            |                                                                                   |
| 19 november EK 1976 kwalificatie № 402 «onderlinge duels» 19:30 uur (UTC) | Wales               | 1 – 0 | Oostenrijk | The Racecourse, Wrexham Toeschouwers: 27.578 Scheidsrechter: Sergio Gonella (ITA) |
| 19 november EK 1976 kwalificatie № 402 «onderlinge duels» 19:30 uur (UTC) | Arfon Griffiths 69' |       |            | The Racecourse, Wrexham Toeschouwers: 27.578 Scheidsrechter: Sergio Gonella (ITA) |

### 1976
|                                                                       |                  |       |        |                                                                              |
| 28 april Vriendschappelijk № 403 «onderlinge duels» 19:00 uur (UTC+1) | Oostenrijk       | 1 – 0 | Zweden | Praterstadion, Wenen Toeschouwers: 35.000 Scheidsrechter: Sándor Petri (HUN) |
| 28 april Vriendschappelijk № 403 «onderlinge duels» 19:00 uur (UTC+1) | Hans Pirkner 50' |       |        | Praterstadion, Wenen Toeschouwers: 35.000 Scheidsrechter: Sándor Petri (HUN) |

|                                                                      |                                          |       |            |                                                                              |
| 12 juni Vriendschappelijk № 404 «onderlinge duels» 20:00 uur (UTC+1) | Hongarije                                | 2 – 1 | Oostenrijk | Népstadion, Boedapest Toeschouwers: 20.000 Scheidsrechter: Jack Taylor (ENG) |
| 12 juni Vriendschappelijk № 404 «onderlinge duels» 20:00 uur (UTC+1) | István Magyar 35' Béla Váradi 76' (pen.) |       |            | Népstadion, Boedapest Toeschouwers: 20.000 Scheidsrechter: Jack Taylor (ENG) |

|                                                                      |                    |       |                                            |                                                                              |
| 23 juni Vriendschappelijk № 405 «onderlinge duels» 19:00 uur (UTC+1) | Oostenrijk         | 1 – 2 | Sovjet-Unie                                | Praterstadion, Wenen Toeschouwers: 16.000 Scheidsrechter: Francis Rion (BEL) |
| 23 juni Vriendschappelijk № 405 «onderlinge duels» 19:00 uur (UTC+1) | Günther Rinker 29' |       | 7' Aleksandr Minayev 36' Aleksandr Minayev | Praterstadion, Wenen Toeschouwers: 16.000 Scheidsrechter: Francis Rion (BEL) |

|                                                                           |                                                                |       |                            |                                                                             |
| 22 september Vriendschappelijk № 406 «onderlinge duels» 19:00 uur (UTC+1) | Oostenrijk                                                     | 3 – 1 | Zwitserland                | Linzerstadion, Linz Toeschouwers: 20.866 Scheidsrechter: Adolf Prokop (DDR) |
| 22 september Vriendschappelijk № 406 «onderlinge duels» 19:00 uur (UTC+1) | Hans Krankl 50' Helmut Köglberger 52' Wilhelm Kreuz 89' (pen.) |       | 60' (pen.) Serge Trinchero | Linzerstadion, Linz Toeschouwers: 20.866 Scheidsrechter: Adolf Prokop (DDR) |

|                                                                         |                                        |       |                                                                       |                                                                            |
| 13 oktober Vriendschappelijk № 407 «onderlinge duels» 19:00 uur (UTC+1) | Oostenrijk                             | 2 – 4 | Hongarije                                                             | Praterstadion, Wenen Toeschouwers: 37.300 Scheidsrechter: Jan Keizer (NED) |
| 13 oktober Vriendschappelijk № 407 «onderlinge duels» 19:00 uur (UTC+1) | Hans Krankl 16' (pen.) Hans Krankl 51' |       | 3' Tibor Nyilasi 7' Tibor Nyilasi 53' Zoltán Kereki 65' Zoltán Kereki | Praterstadion, Wenen Toeschouwers: 37.300 Scheidsrechter: Jan Keizer (NED) |

|                                                                          |             |                                                          |            |                                                                                          |
| 10 november Vriendschappelijk № 408 «onderlinge duels» 19:30 uur (UTC+2) | Griekenland | 0 – 3                                                    | Oostenrijk | Anthi Karagiannistadion, Kavala Toeschouwers: 7.589 Scheidsrechter: Atanas Mateyev (BUL) |
| 10 november Vriendschappelijk № 408 «onderlinge duels» 19:30 uur (UTC+2) |             | 11' Josef Hickersberger 62' Hans Krankl 86' Bruno Pezzey |            | Anthi Karagiannistadion, Kavala Toeschouwers: 7.589 Scheidsrechter: Atanas Mateyev (BUL) |

|                                                                            |       |                 |            |                                                                             |
| 5 december WK 1978 kwalificatie № 409 «onderlinge duels» 14:30 uur (UTC+1) | Malta | 0 – 1           | Oostenrijk | Empire Stadion, Gżira Toeschouwers: 7.368 Scheidsrechter: Hédi Saoudi (TUN) |
| 5 december WK 1978 kwalificatie № 409 «onderlinge duels» 14:30 uur (UTC+1) |       | 57' Hans Krankl |            | Empire Stadion, Gżira Toeschouwers: 7.368 Scheidsrechter: Hédi Saoudi (TUN) |

|                                                                          |                  |       |                                                           |                                                                                     |
| 15 december Vriendschappelijk № 410 «onderlinge duels» 16:45 uur (UTC+2) | Israël           | 1 – 3 | Oostenrijk                                                | Ramat Ganstadion, Ramat Gan Toeschouwers: 8.000 Scheidsrechter: Shimon Shogeg (ISR) |
| 15 december Vriendschappelijk № 410 «onderlinge duels» 16:45 uur (UTC+2) | Vicky Peretz 25' |       | 37' Herbert Prohaska 38' Walter Schachner 55' Hans Krankl | Ramat Ganstadion, Ramat Gan Toeschouwers: 8.000 Scheidsrechter: Shimon Shogeg (ISR) |

### 1977
|                                                                      |                                      |       |             |                                                                              |
| 9 maart Vriendschappelijk № 411 «onderlinge duels» 19:00 uur (UTC+1) | Oostenrijk                           | 2 – 0 | Griekenland | Praterstadion, Wenen Toeschouwers: 25.000 Scheidsrechter: Josef Pouček (TCH) |
| 9 maart Vriendschappelijk № 411 «onderlinge duels» 19:00 uur (UTC+1) | Robert Sara 32' Walter Schachner 54' |       |             | Praterstadion, Wenen Toeschouwers: 25.000 Scheidsrechter: Josef Pouček (TCH) |

|                                                                          |                      |       |         |                                                                                 |
| 17 april WK 1978 kwalificatie № 412 «onderlinge duels» 16:00 uur (UTC+1) | Oostenrijk           | 1 – 0 | Turkije | Praterstadion, Wenen Toeschouwers: 60.1000 Scheidsrechter: Viktor Zharkov (URS) |
| 17 april WK 1978 kwalificatie № 412 «onderlinge duels» 16:00 uur (UTC+1) | Walter Schachner 42' |       |         | Praterstadion, Wenen Toeschouwers: 60.1000 Scheidsrechter: Viktor Zharkov (URS) |

|                                                                          | |       |       |                                                                                 |
| 30 april WK 1978 kwalificatie № 413 «onderlinge duels» 15:00 uur (UTC+1) | Oostenrijk | 9 – 0 | Malta | Lehenstadion, Salzburg Toeschouwers: 17.000 Scheidsrechter: Alojzy Jarguz (POL) |
| 30 april WK 1978 kwalificatie № 413 «onderlinge duels» 15:00 uur (UTC+1) | Hans Krankl 8' Hans Krankl 12' Hans Krankl 17' Hans Krankl 19' Josef Stering 29' Hans Krankl 54' Hans Pirkner 65' Hans Krankl 67' Josef Stering 69' |       |       | Lehenstadion, Salzburg Toeschouwers: 17.000 Scheidsrechter: Alojzy Jarguz (POL) |

|                                                                     |                   |       |            |                                                                                 |
| 1 juni Vriendschappelijk № 414 «onderlinge duels» 17:00 uur (UTC+1) | Tsjecho-Slowakije | 0 – 0 | Oostenrijk | Bazaly, Ostrava Toeschouwers: 15.000 Scheidsrechter: Pablo Sánchez Ibáñez (ESP) |
| 1 juni Vriendschappelijk № 414 «onderlinge duels» 17:00 uur (UTC+1) |                   |       |            | Bazaly, Ostrava Toeschouwers: 15.000 Scheidsrechter: Pablo Sánchez Ibáñez (ESP) |

|                                                                          |                                   |       |                       |                                                                                       |
| 24 augustus Vriendschappelijk № 415 «onderlinge duels» 19:00 uur (UTC+1) | Oostenrijk                        | 2 – 1 | Polen                 | Praterstadion, Wenen Toeschouwers: 28.500 Scheidsrechter: Marcel Van Langenhove (BEL) |
| 24 augustus Vriendschappelijk № 415 «onderlinge duels» 19:00 uur (UTC+1) | Josef Stering 15' Hans Krankl 29' |       | 71' Kazimierz Kmiecik | Praterstadion, Wenen Toeschouwers: 28.500 Scheidsrechter: Marcel Van Langenhove (BEL) |

|                                                                              |                  |       |                     |                                                                              |
| 24 september WK 1978 kwalificatie № 416 «onderlinge duels» 15:00 uur (UTC+1) | Oostenrijk       | 1 – 1 | DDR                 | Praterstadion, Wenen Toeschouwers: 72.000 Scheidsrechter: Tom Reynolds (WAL) |
| 24 september WK 1978 kwalificatie № 416 «onderlinge duels» 15:00 uur (UTC+1) | Wilhelm Kreuz 8' |       | 40' Martin Hoffmann | Praterstadion, Wenen Toeschouwers: 72.000 Scheidsrechter: Tom Reynolds (WAL) |

|                                                                            |                  |       |                         |                                                                              |
| 12 oktober WK 1978 kwalificatie № 417 «onderlinge duels» 17:30 uur (UTC+1) | DDR              | 1 – 1 | Oostenrijk              | Zentralstadion, Leipzig Toeschouwers: 95.000 Scheidsrechter: Ian Foote (SCO) |
| 12 oktober WK 1978 kwalificatie № 417 «onderlinge duels» 17:30 uur (UTC+1) | Wolfram Löwe 50' |       | 43' Roland Hattenberger | Zentralstadion, Leipzig Toeschouwers: 95.000 Scheidsrechter: Ian Foote (SCO) |

|                                                                            |         |                      |            |                                                                                              |
| 30 oktober WK 1978 kwalificatie № 418 «onderlinge duels» 14:30 uur (UTC+2) | Turkije | 0 – 1                | Oostenrijk | Vasil Levski Nationaal Stadion, Sofia Toeschouwers: 69.360 Scheidsrechter: John Gordon (SCO) |
| 30 oktober WK 1978 kwalificatie № 418 «onderlinge duels» 14:30 uur (UTC+2) |         | 71' Herbert Prohaska |            | Vasil Levski Nationaal Stadion, Sofia Toeschouwers: 69.360 Scheidsrechter: John Gordon (SCO) |

### 1978
|                                                                          |                   |       |                 | |
| 15 februari Vriendschappelijk № 419 «onderlinge duels» 14:30 uur (UTC+2) | Griekenland       | 1 – 1 | Oostenrijk      | Nea Filadelfiastadion, Nea Filadelfeia Toeschouwers: 11.297 Scheidsrechter: Domenico Serafino (ITA) |
| 15 februari Vriendschappelijk № 419 «onderlinge duels» 14:30 uur (UTC+2) | Elias Galakos 40' |       | 59' Hans Krankl | Nea Filadelfiastadion, Nea Filadelfeia Toeschouwers: 11.297 Scheidsrechter: Domenico Serafino (ITA) |

|                                                                       |                  |       |            |                                                                                   |
| 22 maart Vriendschappelijk № 420 «onderlinge duels» 19:30 uur (UTC+1) | België           | 1 – 0 | Oostenrijk | Stade de Mambourg, Charleroi Toeschouwers: 3.034 Scheidsrechter: Jan Keizer (NED) |
| 22 maart Vriendschappelijk № 420 «onderlinge duels» 19:30 uur (UTC+1) | Willy Geurts 42' |       |            | Stade de Mambourg, Charleroi Toeschouwers: 3.034 Scheidsrechter: Jan Keizer (NED) |

|                                                                      |             |              |            |                                                                                   |
| 4 april Vriendschappelijk № 421 «onderlinge duels» 20:00 uur (UTC+1) | Zwitserland | 0 – 1        | Oostenrijk | St. Jakob-Park, Bazel Toeschouwers: 13.000 Scheidsrechter: Ricardo Lattanzi (ITA) |
| 4 april Vriendschappelijk № 421 «onderlinge duels» 20:00 uur (UTC+1) |             | 4' Kurt Jara |            | St. Jakob-Park, Bazel Toeschouwers: 13.000 Scheidsrechter: Ricardo Lattanzi (ITA) |

|                                                                     |            |               |           |                                                                                |
| 20 mei Vriendschappelijk № 422 «onderlinge duels» 16:30 uur (UTC+1) | Oostenrijk | 0 – 1         | Nederland | Praterstadion, Wenen Toeschouwers: 61.000 Scheidsrechter: Jaromír Fausek (TCH) |
| 20 mei Vriendschappelijk № 422 «onderlinge duels» 16:30 uur (UTC+1) |            | 55' Arie Haan |           | Praterstadion, Wenen Toeschouwers: 61.000 Scheidsrechter: Jaromír Fausek (TCH) |

| Wereldkampioenschap voetbal 1978 |
| -------------------------------- |

|                                                                   |                                      |       |          |                                                                                                 |
| 3 juni WK 1978 Groep 3 № 423 «onderlinge duels» 13:45 uur (UTC−3) | Oostenrijk                           | 2 – 1 | Spanje   | Estadio José Amalfitani, Buenos Aires Toeschouwers: 40.841 Scheidsrechter: Károly Palotai (HUN) |
| 3 juni WK 1978 Groep 3 № 423 «onderlinge duels» 13:45 uur (UTC−3) | Walter Schachner 10' Hans Krankl 77' |       | 21' Dani | Estadio José Amalfitani, Buenos Aires Toeschouwers: 40.841 Scheidsrechter: Károly Palotai (HUN) |

|                                                                   |                        |       |        |                                                                                                 |
| 7 juni WK 1978 Groep 3 № 424 «onderlinge duels» 13:45 uur (UTC−3) | Oostenrijk             | 1 – 0 | Zweden | Estadio José Amalfitani, Buenos Aires Toeschouwers: 41.424 Scheidsrechter: Charles Corver (NED) |
| 7 juni WK 1978 Groep 3 № 424 «onderlinge duels» 13:45 uur (UTC−3) | Hans Krankl 42' (pen.) |       |        | Estadio José Amalfitani, Buenos Aires Toeschouwers: 41.424 Scheidsrechter: Charles Corver (NED) |

|                                                                    |                      |       |            |                                                                                                   |
| 11 juni WK 1978 Groep 3 № 425 «onderlinge duels» 13:45 uur (UTC−3) | Brazilië             | 1 – 0 | Oostenrijk | Estadio José María Minella, Mar del Plata Toeschouwers: 35.221 Scheidsrechter: Robert Wurtz (FRA) |
| 11 juni WK 1978 Groep 3 № 425 «onderlinge duels» 13:45 uur (UTC−3) | Roberto Dinamite 40' |       |            | Estadio José María Minella, Mar del Plata Toeschouwers: 35.221 Scheidsrechter: Robert Wurtz (FRA) |

|                                                                    | |       |                     |                                                                                 |
| 14 juni WK 1978 Groep A № 426 «onderlinge duels» 13:45 uur (UTC−3) | Nederland                                                                                          | 5 – 1 | Oostenrijk          | Estadio Córdoba, Córdoba Toeschouwers: 25.050 Scheidsrechter: John Gordon (SCO) |
| 14 juni WK 1978 Groep A № 426 «onderlinge duels» 13:45 uur (UTC−3) | Ernie Brandts 6' Rob Rensenbrink 35' (pen.) Johnny Rep 36' Johnny Rep 53' Willy van de Kerkhof 82' |       | 80' Erich Obermayer | Estadio Córdoba, Córdoba Toeschouwers: 25.050 Scheidsrechter: John Gordon (SCO) |

|                                                                    |                 |       |            |                                                                                          |
| 18 juni WK 1978 Groep A № 427 «onderlinge duels» 16:45 uur (UTC−3) | Italië          | 1 – 0 | Oostenrijk | Estadio Monumental, Buenos Aires Toeschouwers: 66.695 Scheidsrechter: Francis Rion (BEL) |
| 18 juni WK 1978 Groep A № 427 «onderlinge duels» 16:45 uur (UTC−3) | Paolo Rossi 13' |       |            | Estadio Monumental, Buenos Aires Toeschouwers: 66.695 Scheidsrechter: Francis Rion (BEL) |

|                                                                    |                                                        |       |                                                |                                                                                    |
| 21 juni WK 1978 Groep A № 434 «onderlinge duels» 13:45 uur (UTC−3) | Oostenrijk                                             | 3 – 2 | West-Duitsland                                 | Chateau Carreras, Córdoba Toeschouwers: 38.318 Scheidsrechter: Abraham Klein (ISR) |
| 21 juni WK 1978 Groep A № 434 «onderlinge duels» 13:45 uur (UTC−3) | Berti Vogts 59' (e.d.) Hans Krankl 66' Hans Krankl 87' |       | 19' Karl-Heinz Rummenigge 67' Bernd Hölzenbein | Chateau Carreras, Córdoba Toeschouwers: 38.318 Scheidsrechter: Abraham Klein (ISR) |

|  |  |  |  |  |  |  |  |  |

|                                                                             |           |                                  |            |                                                                                |
| 30 augustus EK 1980 kwalificatie № 429 «onderlinge duels» 19:00 uur (UTC+1) | Noorwegen | 0 – 2                            | Oostenrijk | Ullevaalstadion, Oslo Toeschouwers: 13.075 Scheidsrechter: Pat Partridge (ENG) |
| 30 augustus EK 1980 kwalificatie № 429 «onderlinge duels» 19:00 uur (UTC+1) |           | 25' Bruno Pezzey 43' Hans Krankl |            | Ullevaalstadion, Oslo Toeschouwers: 13.075 Scheidsrechter: Pat Partridge (ENG) |

|                                                                              |                                                         |       |                                  |                                                                                     |
| 20 september EK 1980 kwalificatie № 430 «onderlinge duels» 19:00 uur (UTC+1) | Oostenrijk                                              | 3 – 2 | Schotland                        | Prater-Stadion, Wenen Toeschouwers: 62.281 Scheidsrechter: Alberto Michelotti (ITA) |
| 20 september EK 1980 kwalificatie № 430 «onderlinge duels» 19:00 uur (UTC+1) | Bruno Pezzey 26' Walter Schachner 48' Wilhelm Kreuz 62' |       | 63' Gordon McQueen 77' Andy Gray | Prater-Stadion, Wenen Toeschouwers: 62.281 Scheidsrechter: Alberto Michelotti (ITA) |

|                                                                             |                      |       |                              |                                                                                 |
| 15 november EK 1980 kwalificatie № 431 «onderlinge duels» 19:00 uur (UTC+1) | Oostenrijk           | 1 – 2 | Portugal                     | Prater-Stadion, Wenen Toeschouwers: 64.024 Scheidsrechter: Nicolae Rainea (ROU) |
| 15 november EK 1980 kwalificatie № 431 «onderlinge duels» 19:00 uur (UTC+1) | Walter Schachner 71' |       | 29' Nené 91' Alberto Fonseca | Prater-Stadion, Wenen Toeschouwers: 64.024 Scheidsrechter: Nicolae Rainea (ROU) |

### 1979
|                                                                         |        |                     |            |                                                                                          |
| 30 januari Vriendschappelijk № 432 «onderlinge duels» 17:00 uur (UTC+2) | Israël | 0 – 1               | Oostenrijk | Bloomfieldstadion, Tel Aviv Toeschouwers: 6.000 Scheidsrechter: António Porém Luís (POR) |
| 30 januari Vriendschappelijk № 432 «onderlinge duels» 17:00 uur (UTC+2) |        | 55' Franz Oberacher |            | Bloomfieldstadion, Tel Aviv Toeschouwers: 6.000 Scheidsrechter: António Porém Luís (POR) |

|                                                                          |                       |       |                 |                                                                                               |
| 28 maart EK 1980 kwalificatie № 433 «onderlinge duels» 20:00 uur (UTC+1) | België                | 1 – 1 | Oostenrijk      | Stade Émile Versé, Anderlecht Toeschouwers: 6.264 Scheidsrechter: Ángel Franco Martínez (ESP) |
| 28 maart EK 1980 kwalificatie № 433 «onderlinge duels» 20:00 uur (UTC+1) | René Vandereycken 21' |       | 61' Hans Krankl | Stade Émile Versé, Anderlecht Toeschouwers: 6.264 Scheidsrechter: Ángel Franco Martínez (ESP) |

|                                                                       |            |       |        |                                                                          |
| 2 mei EK 1980 kwalificatie № 434 «onderlinge duels» 19:00 uur (UTC+1) | Oostenrijk | 0 – 0 | België | Praterstadion, Wenen Toeschouwers: 42.903 Scheidsrechter: Hilmi Ok (TUR) |
| 2 mei EK 1980 kwalificatie № 434 «onderlinge duels» 19:00 uur (UTC+1) |            |       |        | Praterstadion, Wenen Toeschouwers: 42.903 Scheidsrechter: Hilmi Ok (TUR) |

|                                                                      |                                                                 |       |                                                    |                                                                               |
| 13 juni Vriendschappelijk № 435 «onderlinge duels» 19:30 uur (UTC+1) | Oostenrijk                                                      | 4 – 3 | Engeland                                           | Praterstadion, Wenen Toeschouwers: 60.000 Scheidsrechter: Alexis Ponnet (BEL) |
| 13 juni Vriendschappelijk № 435 «onderlinge duels» 19:30 uur (UTC+1) | Bruno Pezzey 19' Kurt Welzl 26' Kurt Welzl 41' Bruno Pezzey 70' |       | 27' Kevin Keegan 47' Steve Coppell 64' Ray Wilkins | Praterstadion, Wenen Toeschouwers: 60.000 Scheidsrechter: Alexis Ponnet (BEL) |

|                                                                             |                                                                             |       |           |                                                                                |
| 29 augustus EK 1980 kwalificatie № 436 «onderlinge duels» 19:00 uur (UTC+1) | Oostenrijk                                                                  | 4 – 0 | Noorwegen | Praterstadion, Wenen Toeschouwers: 30.991 Scheidsrechter: Jaromír Fausek (TCH) |
| 29 augustus EK 1980 kwalificatie № 436 «onderlinge duels» 19:00 uur (UTC+1) | Kurt Jara 42' Herbert Prohaska 46' (pen.) Wilhelm Kreuz 76' Hans Krankl 86' |       |           | Praterstadion, Wenen Toeschouwers: 30.991 Scheidsrechter: Jaromír Fausek (TCH) |

|                                                                          |                                                                                 |       |                   |                                                                               |
| 29 augustus Vriendschappelijk № 437 «onderlinge duels» 19:30 uur (UTC+1) | Oostenrijk                                                                      | 3 – 1 | Hongarije         | Praterstadion, Wenen Toeschouwers: 50.000 Scheidsrechter: Abraham Klein (ISR) |
| 29 augustus Vriendschappelijk № 437 «onderlinge duels» 19:30 uur (UTC+1) | Herbert Prohaska 17' (pen.) Herbert Prohaska 58' (pen.) Gerhard Steinkogler 76' |       | 74' László Fekete | Praterstadion, Wenen Toeschouwers: 50.000 Scheidsrechter: Abraham Klein (ISR) |

|                                                                            |                    |       |                 |                                                                                 |
| 17 oktober EK 1980 kwalificatie № 438 «onderlinge duels» 20:00 uur (UTC+1) | Schotland          | 1 – 1 | Oostenrijk      | Hampden Park, Glasgow Toeschouwers: 67.895 Scheidsrechter: Károly Palotai (HUN) |
| 17 oktober EK 1980 kwalificatie № 438 «onderlinge duels» 20:00 uur (UTC+1) | Archie Gemmill 75' |       | 40' Hans Krankl | Hampden Park, Glasgow Toeschouwers: 67.895 Scheidsrechter: Károly Palotai (HUN) |

|                                                                           |              |       |                                     |                                                                                    |
| 21 november EK 1980 kwalificatie № 439 «onderlinge duels» 21:30 uur (UTC) | Portugal     | 1 – 2 | Oostenrijk                          | Estádio da Luz, Lissabon Toeschouwers: 52.815 Scheidsrechter: Charles Corver (NED) |
| 21 november EK 1980 kwalificatie № 439 «onderlinge duels» 21:30 uur (UTC) | Reinaldo 42' |       | 36' Kurt Welzl 51' Walter Schachner | Estádio da Luz, Lissabon Toeschouwers: 52.815 Scheidsrechter: Charles Corver (NED) |

CONMEBOL: Colombia · Ecuador

UEFA: Albanië · België · Bulgarije · Cyprus · Denemarken · West-Duitsland · Duitse Democratische Republiek · Engeland · Finland · Frankrijk · Griekenland · Hongarije · IJsland · Ierland · Italië · Joegoslavië · Luxemburg · Malta · Nederland · Noord-Ierland · Noorwegen · Oostenrijk · Polen · Portugal · Roemenië · Schotland ·  Sovjet-Unie ·  Spanje · Tsjecho-Slowakije · Turkije · Wales ·  Zweden · Zwitserland

CAF: Madagaskar AFC: Israël

ÖFB · A-internationals · Selecties · Bondscoaches · Oostenrijks vrouwenelftal · Olympisch elftal · Oostenrijk U21 · Oostenrijk U20 · Oostenrijk U19 · Oostenrijk U18 · Oostenrijk U17 · Oostenrijk U16 · Vrouwen U17
1902 – 1919 ·
1920 – 1929 ·
1930 – 1939 ·
1940 – 1949 ·
1950 – 1959 ·
1960 – 1969 ·
1970 – 1979 ·
1980 – 1989 ·
1990 – 1999 ·
2000 – 2009 ·
2010 – 2019 ·
2020 – 2029
EK's: 2008 · 
2016 · 
2020 · 
2024
WK's: 1934 · 
1954 · 
1958 · 
1978 · 
1982 · 
1990 · 
1998
OS: 1912 ·
1936 ·
1948 ·
1952
1902 · 
1903 · 
1904 · 
1905 · 
1906 · 
1907 · 
1908 · 
1909 · 
1910 · 
1911 · 
1912 · 
1913 · 
1914 · 
1915 · 
1916 · 
1917 · 
1918 · 
1919 · 
1920 · 
1921 · 
1922 · 
1923 · 
1924 · 
1925 · 
1926 · 
1927 · 
1928 · 
1929 · 
1930 · 
1931 · 
1932 · 
1933 · 
1934 · 
1935 · 
1936 · 
1937 · 
1938 · 1939 · 1940 · 1941 · 1942 · 1943 · 1944 · 1945 · 
1946 · 
1947 · 
1948 · 
1949 · 
1950 · 
1952 · 
1952 · 
1953 · 
1954 · 
1955 · 
1956 · 
1957 · 
1958 · 
1959 · 
1960 · 
1961 · 
1962 · 
1963 · 
1964 · 
1965 · 
1966 · 
1967 · 
1968 · 
1969 · 
1970 · 
1971 · 
1972 · 
1973 · 
1974 · 
1975 · 
1976 · 
1977 · 
1978 · 
1979 · 
1980 · 
1981 · 
1982 · 
1983 · 
1984 · 
1985 · 
1986 · 
1987 · 
1988 · 
1989 · 
1990 ·
1991 · 
1992 · 
1993 · 
1994 · 
1995 · 
1996 · 
1997 · 
1998 · 
1999 · 
2000 · 
2001 · 
2002 · 
2003 · 
2004 · 
2005 · 
2006 · 
2007 · 
2008 · 
2009 · 
2010 · 
2011 · 
2012 · 
2013 · 
2014 · 
2015 · 
2016 · 
2017 · 
2018 · 
2019 · 
2020 · 
2021 ·
2022
Albanië ·
Algerije ·
Andorra ·
Argentinië ·
Azerbeidzjan ·
België ·
Bosnië en Herzegovina ·
Brazilië ·
Bulgarije ·
Canada ·
Chili ·
Costa Rica ·
Cyprus ·
Denemarken ·
DDR ·
Duitsland ·
Egypte ·
Engeland ·
Estland ·
Faeröer ·
Finland ·
Frankrijk ·
Georgië ·
Ghana ·
Griekenland ·
Hongarije ·
Ierland ·
IJsland ·
Iran ·
Israël ·
Italië ·
Ivoorkust ·
Japan ·
Joegoslavië ·
Kameroen ·
Kazachstan ·
Kroatië ·
Letland ·
Liechtenstein ·
Litouwen ·
Luxemburg ·
Malta ·
Moldavië ·
Montenegro ·
Nederland ·
Nigeria ·
Noord-Ierland ·
Noord-Macedonië ·
Noorwegen ·
Oekraïne ·
Paraguay ·
Peru ·
Polen ·
Portugal ·
Roemenië ·
Rusland ·
San Marino ·
Schotland ·
Servië ·
Slovenië ·
Slowakije ·
Sovjet-Unie ·
Spanje ·
Trinidad en Tobago ·
Tsjechië ·
Tsjecho-Slowakije ·
Tunesië ·
Turkije ·
Uruguay ·
Venezuela ·
Verenigde Staten ·
Wales ·
Wit-Rusland ·
Zweden ·
Zwitserland
Algerije (1982) · 
Chili (1982) · 
Duitsland (2008) · 
Frankrijk (1982) · 
Hongarije (2016) · 
Italië (2021) · 
Kroatië (2008) · 
Nederland (2021) · 
Noord-Ierland (1982) · 
Noord-Macedonië (2021) · 
Oekraïne (2021) · 
Polen (2008) ·  
Portugal (2016) · 
West-Duitsland (1982)